# Kamanjab
Kamanjab este un oraș din Namibia.